# 201년

## 연호
- 후한(後漢) 건안(建安) 6년

## 기년
- 후한(後漢) 헌제(獻帝) 13년
- 신라(新羅) 내해 이사금(奈解泥師今) 6년
- 고구려(高句麗) 산상왕(山上王) 5년
- 백제(百濟) 초고왕(肖古王) 36년

## 사건
- 유비, 허도의 조조를 습격하다가 패해 형주 자사 유표에게로 도망침
- 음력 2월, 가야국(加耶國)이 신라에게 화친을 청하였다.
- 음력 3월 정묘(丁卯)일 그믐에 일식이 신라에서 관측되었다.
- 음력 3월, 신라가 크게 가물자, 중앙과 지방의 죄수를 조사하여, 가벼운 죄는 용서하여 주었다.

## 탄생
- 로마 제국의 황제 데키우스
- 일본의 천황 오진

## 사망
- 공도 (후한)

- 조기 (빈경)
- 조위 (삼국지 인물)

- 채양 (후한)

- 환전 (후한)

## 참고 문헌
- 김부식 (1145), 《삼국사기》 〈권2〉 내해 이사금 조(條)